# Prasinocyma pomonae
Prasinocyma pomonae är en fjärilsart som beskrevs av W. Warren 1912. Prasinocyma pomonae ingår i släktet Prasinocyma och familjen mätare. Inga underarter finns listade i Catalogue of Life.